# 巴朗 (喀尔喀)
巴朗（？—1692年），博尔济吉特氏，喀尔喀蒙古土謝圖汗部人，清朝蒙古王公，阿巴岱的曾孙，额列克之孙，喇布塔尔的儿子。
康熙二十七年（1688年），迁移牧地到色楞格河。带着部众七百余户投降清朝。康熙帝赐他们在苏尼特界内乌讷齐游牧。康熙二十八年（1689年）夏，兼领岱青诺颜洪果尔部众。康熙三十年（1691年），参与多伦诺尔（今内蒙古多伦县北上都河西南岸）会盟，授札萨克一等台吉（土谢图汗部左翼前旗）。